# Vasile Lupu
Vasile Lupu (n. 1595, Razgrad, Imperiul Otoman – d. 1661, Constantinopol, Imperiul Otoman) a fost domn al Moldovei de două ori: în perioada aprilie 1634 – 13 aprilie 1653 și 8 mai 1653 – 16 iulie 1653.

## Origine
Vasile Lupu era de origine greacă după tatăl său Nicolai Coci, membru al unei familii influente și bogate din Epir, mama lui fiind însă de origine românească. Tatăl său, Nicolae  Coci, a ajuns agă, iar el a ajuns vornic. Tronul l-a ocupat, ca și Matei Basarab al Țării Românești, prin răscoala provocată împotriva grecilor noi veniți în țară.
Era bogat, ambițios, mândru, chiar numele de Vasile și l-a dat după împărații din Bizanț. Date fiind împrejurările favorabile externe, ar fi avut o domnie liniștită dacă n-ar fi avut ambiții mari, gândindu-se și la stăpânirea Munteniei și chiar a Transilvaniei. Sprijinindu-se pe turci, a început intrigile împotriva lui Matei Basarab încă de la începutul domniei. Pe motivul că Matei nu voia sa plătească jumătate din suma cheltuită pentru uciderea grecului Kurt Celebi, care contribuia decisiv la numirile domnitorilor, a intrat în Muntenia în 1637 unde a ars și jefuit până la Râmnic. Matei, ajutat și de oștile lui Gheorghe Rákóczi I, comandate de Ioan Kemény, l-a învins la Teleajen și l-a scos din țară.
În unele reprezentări contemporane, Vasile Lupu apare purtând pe cap cuca turcească, iar în altele, o coroană imperială de inspirație bizantină, timbrată cu capul de bour și cu acvila bicefală, reprezentări sugestive pentru cele două componente ale politicii sale: supus al Porții și protector al ortodoxiei.

## Relațiile cu celelalte țări române
În 1639, Lupu a obținut de la sultan un act de domnie în Muntenia pentru fiul său mai mare Ioan. Astfel că intră pentru a doua oară în Muntenia, cu ajutor tătăresc, dar nu s-a ales decât cu titlul de „Domn al Moldovei și Țării Românești”, deoarece a fost înfrânt decisiv la Ojogeni. Totuși, s-a păstrat de la Vasile Lupu un document emis la 1 noiembrie 1639 care are ca sigiliu stema unită a Moldovei și Țării Românești, care, ulterior, a devenit stema oficială a Principatelor Române Unite la 24 ianuarie 1859.
Dupa moartea fiului său Ioan, a urmat o perioadă în care a stat mai liniștit. În 1644 chiar se împacă cu principii din Muntenia și Transilvania. În amintirea acestei înțelegeri, Vasile ridică biserica Stelea la Târgoviște, iar Matei pe cea de la Soveja, în Moldova. În 1646, Moldova suferă o invazie a tătarilor, iar mai târziu una a cazacilor conduși de hatmanul Bogdan Hmelnițki, după care Lupu a trebuit să dea în căsătorie fiului acestuia Timuș, pe fata sa cea mai mică, Ruxandra.
Pe fata cea mai mare o măritase cu mare pompă după nobilul lituanian Janusz Radziwiłł, în 1645.
Pleacă în exil la tătarii din Crimeea, apoi la Istanbul, unde va trăi până la sfârșitul vieții (1661). Ulterior, osemintele îi sunt aduse la Biserica Trei Ierarhi din Iași. A rămas în istorie nu prin inițiativele sale de politică externă, desfășurate în umbra Porții, ci prin preluarea funcției imperiale bizantine de protector al lumii ortodoxe și prin fecunda sa activitate de ctitor. Contemporanii l-au perceput ca pe un grec (vorbea cu accent grecesc) și ca pe un om al turcilor: „oricât s-ar și jura, dar are credință turcească” (Ion Movilă, 1633).

## Sfârșitul domniei

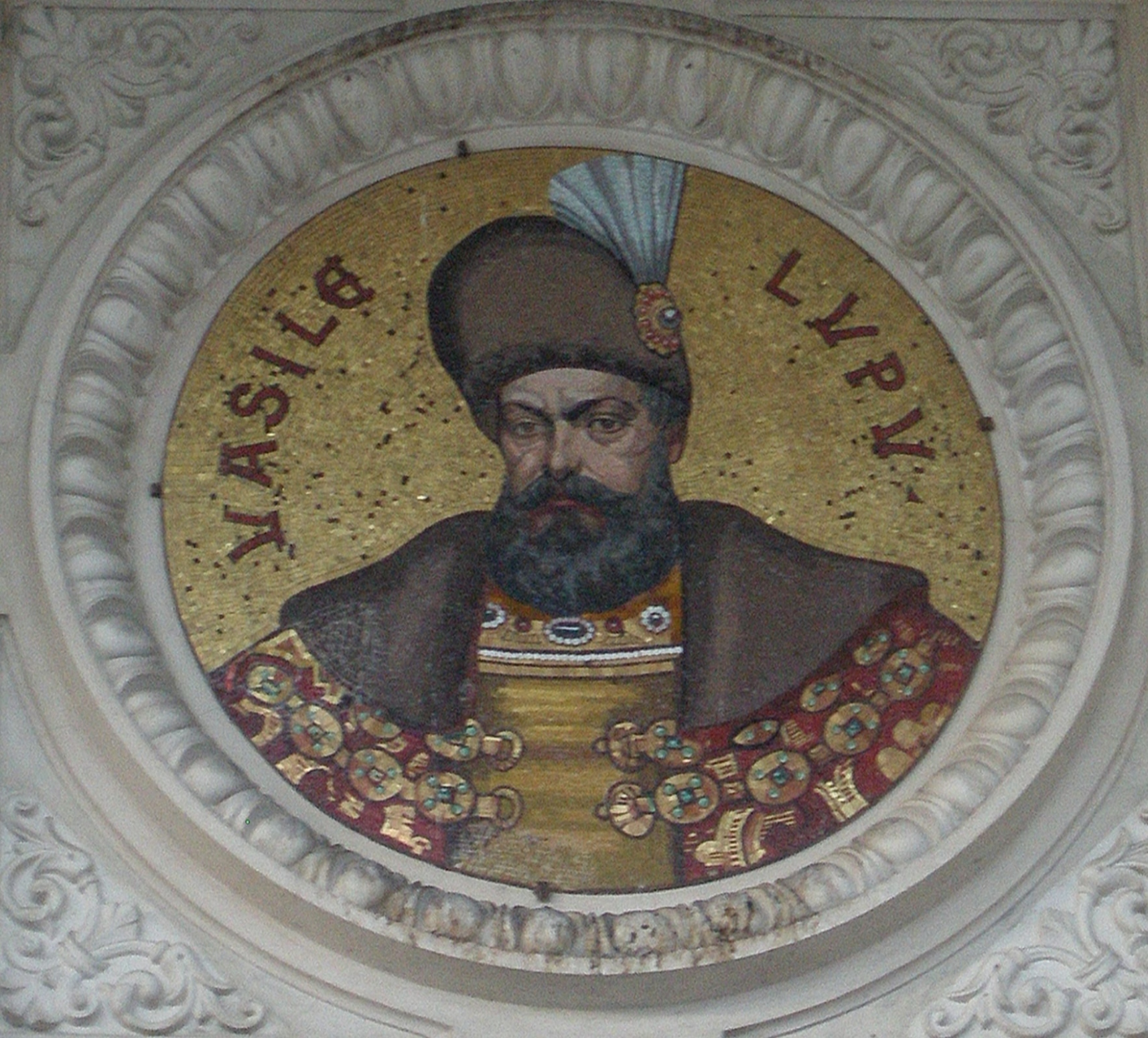
Vasile Lupu

Gheorghe Rakoczy al II-lea dorind tronul Poloniei, avea nevoie de un om devotat pe cel al Moldovei și îl găsi în boierul Gheorghe Ștefan. Acesta intră în Moldova în 1653 cu ajutor de la Ioan Kemeny, din partea lui Rakoczy, și de la Diicul Spatarul, din partea lui Matei Basarab. Vasile fuge peste Nistru la Camenița dar se întoarce în scurt timp cu cazacii ginerelui său Timuș și iese învingător la Popricani Nu se mulțumește însă numai cu recâștigarea tronului, ci îl urmărește pe Gheorghe Ștefan și în Muntenia, cu gândul de a se răzbuna pe Matei Basarab. Este însă învins în Bătălia de la Finta din 17 mai și pierde definitiv tronul. Fuge la cazaci, de acolo la tătari și apoi la Constantinopol, unde a fost închis în Cele Șapte Turnuri. După eliberare, încearcă zadarnic să-și recâștige tronul, dar în 1661 moare la Constantinopol.
Ulterior, osemintele sunt aduse la Iași, fiind reînhumate în biserica Trei Ierarhi, alaturi de ceilalți membri ai familiei.

## Activitate culturală și religioasă

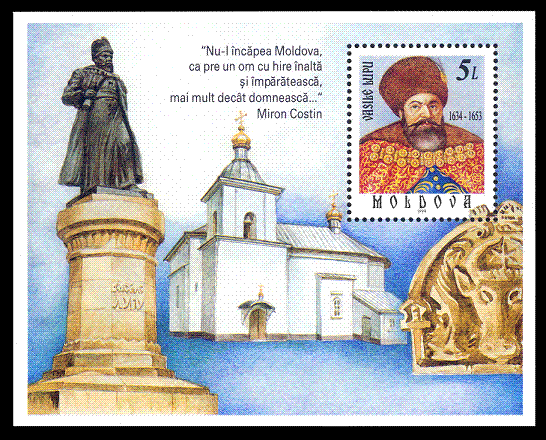
Emisiune poștală cu Vasile Lupu

A zidit mai multe biserici, dintre care cea mai frumoasă este cea numită Sfinții Trei Ierarhi de la  Iași, pe lângă care a înființat o școală (Academia Vasiliană) și o tipografie. Domnia lui relativ lungă a asigurat un nou avânt culturii bisericești. A ctitorit Biserica Sfânta Paraschiva din Liov. Mai ales prin zelul Mitropolitului Varlaam, s-au tipărit mai multe cărți bisericești („Carte românească de învățătura duminicelor de peste an” - Iași 1643 ; „Răspunsuri la Catehismul Calvinesc” - Suceava 1645), dar și o carte de legi, „Pravilele împărătești”. În acest fel s-a mai făcut încă un pas important în introducerea limbii române în biserică și stat. „Predoslovia” domnitorului Vasile Lupu la „Cartea românească de învățătură” („Cazania”) a mitropolitului Varlaam, se adresa către „toată seminția românească, pretutinderea ce se află pravoslavnici într-aciastă limbă", arătându-se că s-a scris lucrarea pentru ca să "dăruim și noi acest dar limbii românești, carte pre limba românească”. Prin prestigiul său personal pe plan intern și prin legăturile întinse în afară, Vasile Lupu a dat o nouă strălucire Principatului Moldovei. Influența lui în răsărit era așa de mare încât după dorința lui punea sau scotea din scaun Patriarhii din Constantinopol, Alexandria, și Ierusalim, pe care îi susținea cu banii săi. Intervenția lui Vasile Lupu l-a pus ca Mitropolit în Alba Iulia pe Ilie Iorest, în 1640.

## Familie

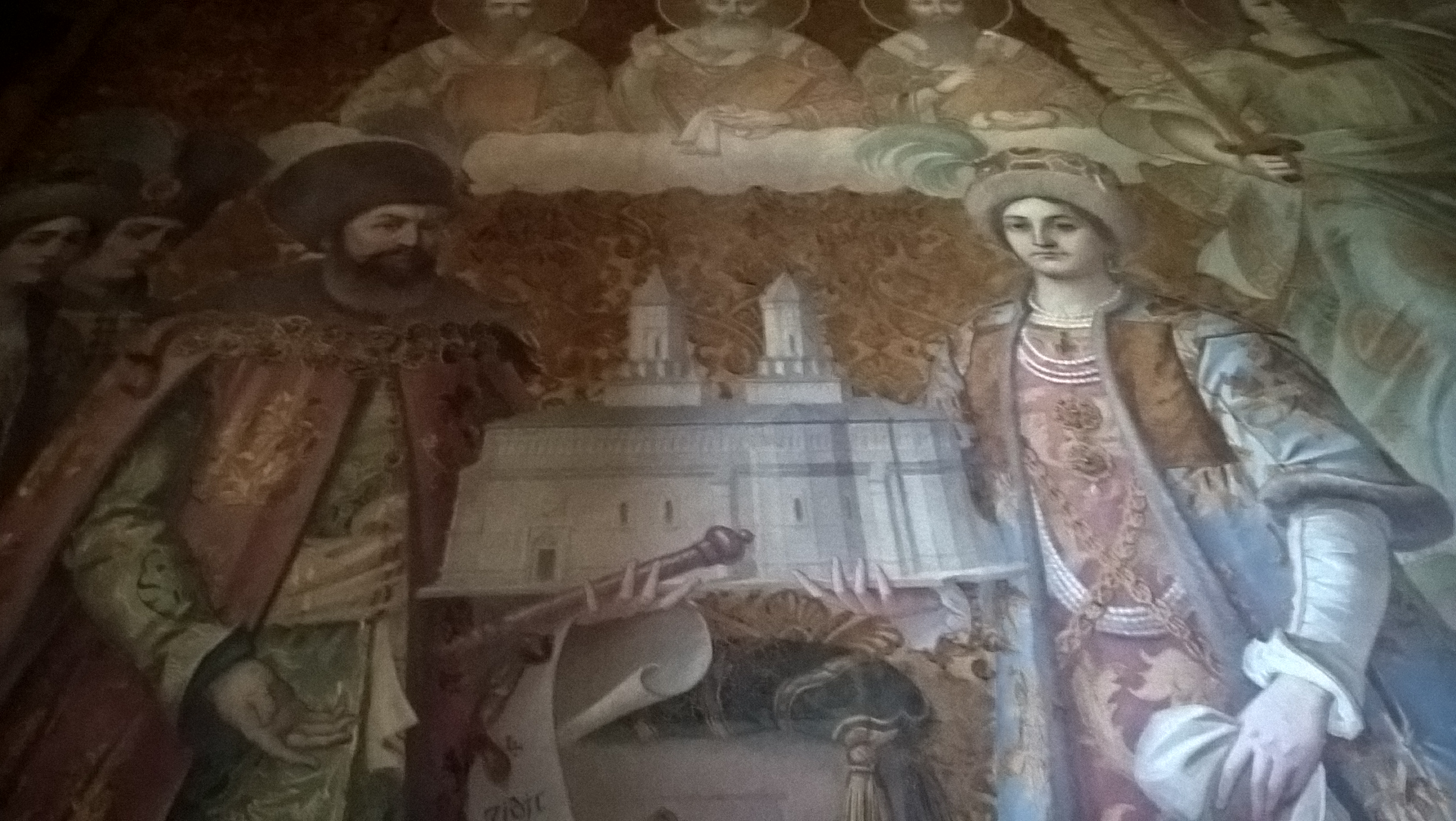
Vasile Lupu împreună cu prima sa soție, Tudosca, fragment de pictură murală de la biserica „Trei Ierarhi” din Iași

Vasile Lupu a fost căsătorit de două ori. Prima soție, Doamna Tudosca (sau Tudosia) (1600-1639), era fiica vornicului, Costea Băcioc. Domnul Moldovei din acea perioadă, Gaspar Graziani (1619-1620) îl cunună pe Vasile cu Tudosca. Din prima căsătorie au rămas trei copii:
- Ioan (d. noiembrie 1639, Istanbul)
- Maria, căsătorită cu Janusz Radziwiłł (1612-1655) în anul 1645
- Ruxandra, căsătorită cu hatmanul Timuș Hmelnițki (1632-1653)

După moartea primei soții, Vasile Lupu se căsătorește în anul 1640 cu Ecaterina Cercheza (cca. 1620-1666). Cei doi au avut împreună trei copii:
- Ștefăniță (1641 – 1661)
- Ioan (d. 1648)
- Alexandru (d. 1648).